# Ken’ichi Mikawa

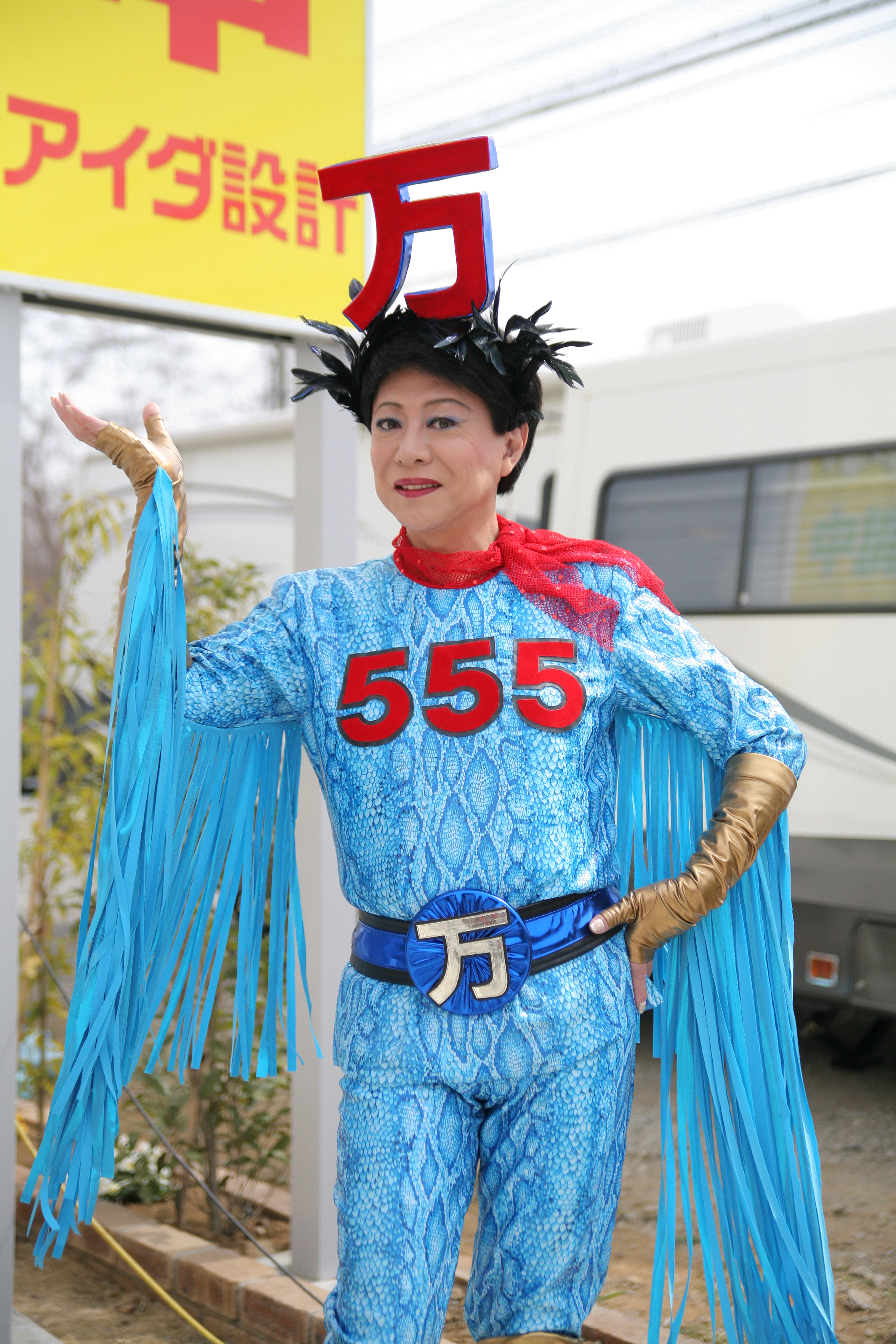
Ken’ichi Mikawa, 2014

Ken’ichi Mikawa (japanisch 美川憲一 Mikawa Ken’ichi; * 15. Mai 1946 in Suwa, Präfektur Nagano in Japan als 百瀬 由一 Momose Yoshikazu) ist ein Enka-Sänger, welcher 26-mal zum Kōhaku Uta Gassen eingeladen wurde. Er debütierte 1965 und schaffte 1980 nach zwei Skandalen ein Comeback als Transvestitkünstler. Dieses Image führt er bis heute fort.

## Karriere

### Karriere vor den Skandalen
Der Künstlername Mikawa ist eine Hommage an die drei Flüsse Kiso, Ibi und Nagara in der Präfektur Gifu, welche laut Empfinden von Kenichi Mikawa schöne Flüsse sind. Mikawa lebte zwar nie in Gifu, er zog mit zwei Jahren nach Tokio, aber bei seinem Debüt 1965 war der Produzent aus Gifu. So entschloss er sich einen Namen anzunehmen, der mit der Präfektur in Verbindung steht. Die Kanji 美 und 川 bedeuten alleine schön, hübsch, hervorragend und Fluss, so lautet der Name rein übersetzt Schönerfluss, aber dahinter verbirgt sich eine tiefere Bedeutung: Ein Atmen so lang wie ein Fluss, und für immer ein gut aussehender Sänger (「川のように息が長く、美しい歌手であるように Kawa no yō ni iki ga nagaku, utsukushii kashu de aru yō ni」).
1965 debütiert er mit dem Lied Dakedo dakedo dakedo, seine 1966 veröffentlichte Single Yanagise Blues wird ein Erfolg und verkauft sich über eine Million Mal. Von seinem 1967 veröffentlichten Lied Niigata Blues wurden zwar nicht viele CDs verkauft, dennoch war es lange Zeit Nummer 1 in der Nachfrage in Karaoke-Bars. 1968 gelang ihm mit Kushiro no Yoru noch einmal ein Hit und er wurde das erste Mal zum Kōhaku Uta Gassen eingeladen, er wurde bis 1974 jährlich eingeladen. 1970 bringt er gleich drei neue Singles heraus: Mirenmachi, Osaka no Yoru und Onna no Asa, die alle zu Hits werden und ähnlich erfolgreich wie Yanagise Blues, Niigata Blues und Kushiro no Yoru. Auch wenn Onna no Asa damals in einem negativen Licht stand, da es in den Vergnügungsvierteln Japans gespielt wurde und so die NHK sich mit der Begründung Der Liedtext ist zu radikal weigerte, das Lied auszustrahlen. Von diesem negativen Touch hat sich das Lied heute erholt und es wurde über 300.000 Mal verkauft.
Mikawa gewinnt im gleichen Jahr mit Yanagise Blues den Sonderpreis des "3. Japanischen Rundfunkpreises". Ein Jahr später, 1971, erhält er mit Onna no Asa den "4. Japanischen Rundfunkpreis" in den Kategorien Sonderpreis und Star Preis. Auch weigerte sich NHK, sein neues Lied Okane wo chōdai auszustrahlen, obwohl es in der Öffentlichkeit für seine Originalität gelobt wurde und lange Zeit ein Gesprächsthema war. 1972 schrieb er sein berühmtestes und beliebtestes Lied Sasori-za no Onna, welches zeitgleich zu einem Horoskop-Boom in Japan erschien und die Verkaufszahlen von Yanagise Blues übertraf. In den Jahren 1975 bis 1990 erhielt er keine Einladung zu den Kōhaku Uta Gassen. 1977 veröffentlichte er die Single Eki, welche als Abspannlied für ein Dorama verwendet wurde und gutes Potenzial besaß, um ein Hit zu werden, was sich in der Nachfrage in Karaoke Bars widerspiegelte, aber dazu kam es nicht, da Mikawa im Oktober des Jahres wegen Cannabis-Besitzes verurteilt wurde. 1985 wurde er das zweite Mal mit Cannabis erwischt und zu einer Gefängnisstrafe von eineinhalb Jahren Gefängnis auf Bewährung verurteilt. Nach dem Skandal wurde es um Mikawa ruhiger, er wurde nicht mehr in Fernsehsendungen eingeladen, er trat nicht mehr öffentlich auf und sein öffentliches Image war zerstört, auch eine Umbenennung von 美川憲一 in 美川けん一 (beides wird als Mikawa Ken’ichi ausgesprochen) brachte nichts.

### Das Comeback
Zum Ende der 1980er Jahre hin wuchs das Interesse der Bevölkerung an Monomane immer mehr und dank des Monomanetalentes Korokke, welcher Mikawa des Öfteren parodierte, geriet dieser wieder in das öffentliche Interesse der Bevölkerung. 1989 war ihr erster gemeinsamer öffentlicher Auftritt in einer Monomanefernsehsendung, wo Korokke das Lied Sasori-za no Onna parodierte. Dieser gemeinsame Auftritt der beiden erzeugte einen regelrechten Boom um die Person Mikawas und 1990 trat er neben Naomi Chiaki in einem Werbespot auf. 1991 wurde er nach 17 Jahren erstmals wieder zum Kōhaku Uta Gassen eingeladen, wo er mit Korokke im Duett das Lied Sasori-za no Onna sang. Durch das große öffentliche Interesse an seiner Person wurde er in vielen Fernsehsendungen Dauergast, trat in Unterhaltungsrestaurants auf und gab viele Konzerte. Der größte Teil seiner Bewunderer waren Frauen mittleren Alters gewesen, teilweise wegen seiner Musik, aber auch weil er nun als Transvestitkünstler auftrat.
Mit Korokke, der bis heute ein guter Freund von ihm ist, veranstaltet er seitdem regelmäßig Minikonzerte in ganz Japan. Mikawa fühlt sich ihm laut eigener Aussage zu tiefem Dank verpflichtet, da er ihn aus „diesem tiefen Loch“ geholt hätte.

「どん底から自分を復活させてくれたコロッケには感謝している」

„Donzoko kara jibun o fukkatsu sasete kureta Korokke ni wa kansha shiteiru“

„Ich bin Korokke, der mich als ich am tiefsten Punkt meines Lebens war da heraus geholt hat, dankbar“

Von 1998 bis 1999 moderierte er zusammen mit Norio Minorikawa eine Variety Show namens Aisuru futari wakareru futari, in der er mit der Fernsehberühmtheit Dewi Sukarno in einen Streit geriet und es zu einem Abbruch der Sendung kam. Obwohl zwischen beiden ab diesem Ereignis eine offene Feindschaft bestand, traten sie 2002 und 2005 in Fernsehsendungen auf. Weitere gemeinsame öffentliche Auftritte wie der Besuch einer Pelzdesignshow und andere Auftritte führten zu einer Versöhnung zwischen den beiden und das Verhältnis zueinander normalisierte sich.
Seit 1999 gibt er alljährlich ein Chanson-Konzert und veröffentlicht Alben mit Chansonmusik. Seine ihn seit seinem Debüt 1965 unterstützende Bekannte, die berühmte Chansonsopranistin Noriko Awaya, meinte:

「美川の声はこぶしがなく一本調子だからシャンソンに合っている」

„Mikawa no koe wa kobushi ga naku ippon jōshi dakara shanson ni atte iru“

„Da die Stimme von Mikawa so monoton ist, ist sie perfekt für den Chanson Gesang“

Unter anderem wegen dieser Aussage und der Tatsache, dass Mikawa die Chansonmusik mag, entwickelte er ab Mitte 20 sich langsam mehr und mehr zu einem Chansonsänger.

## Diskografie
Studioalben

| Jahr | Titel                                     | Anmerkungen                |
| ---- | ----------------------------------------- | -------------------------- |
| 1965 | Dakedo Dakedo Dakedo (だけどだけどだけど) | Erstveröffentlichung: 1965 |
| 1966 | Yanagase Blues (柳ヶ瀬ブルース)           | Erstveröffentlichung: 1966 |
| 1967 | Niigata Blues (新潟ブルース)              | Erstveröffentlichung: 1967 |
| 1968 | Kushiro no Yoru (釧路の夜)                | Erstveröffentlichung: 1968 |
| 1969 | Onna To Bara (女とバラ)                   | Erstveröffentlichung: 1969 |
| 1970 | Miren Machi (みれん町)                    | Erstveröffentlichung: 1970 |
| 1971 | Omoide Onna (想い出おんな)                | Erstveröffentlichung: 1971 |
| 1972 | Uragiri No Machi (うらぎりの町)           | Erstveröffentlichung: 1972 |
| 1972 | Ginza Onna Ame (銀座・おんな・雨)         | Erstveröffentlichung: 1972 |
| 1972 | Sasoriza No Onna (さそり座の女)           | Erstveröffentlichung: 1972 |
| 1974 | Hashyagisugitanone (はしゃぎすぎたのね)   | Erstveröffentlichung: 1974 |
| 2009 | Ai wa Jerashii (愛は嫉妬(ジェラシー))     | Erstveröffentlichung: 2009 |

## Trivia
- sein von ihm geäußerter Ausdruck odamari (おだまり, „sei ruhig, halt die Klappe“) in einer Fernsehsendung wurde zu einem Modewort.
- seit seinem Imagewechsel 1991 lieferte er sich jedes Jahr beim Kōhaku Uta Gassen einen Wettbewerb mit Sachiko Kobayashi um das prachtvollste Kostüm und das, obwohl er in der Liste als Mann geführt.
- bezüglich der Moderation von Norio Minorikawa der Kōhaku Uta Gassen 2005 soll er nur gesagt haben Der Herr redet mir zu viel
- Sachiko Kobayashi und Kenichi Mikawa verbindet auch in der Gesangskunst eine Rivalität, dessen Anfänge in den 1950er Jahren liegen.
- zu seinen zahlreichen Freunden zählen unter anderem die Schauspielerin und Modedesignerin Uno Kanda, die Schauspielerin Mariko Kaga, die Sängerin Naoko Ken und der Entertainer Korokke.